# Trại tập trung Jasenovac
Trại tập trung Jasenovac (tiếng Serbia-Croatia: Logor Jasenovac/Логор Јасеновац, phát âm [lôːgor jasěnoʋat͡s]; tiếng Yid: יאסענאוואץ) là một trại hành quyết được Nhà nước Độc lập Croatia (NDH) xây dựng ở Slavonia trong giai đoạn Chiến tranh thế giới thứ hai. Trại được chế độ Ustaše thành lập và không được Đức Quốc xã vận hành. Đây là một trong những trại tập trung lớn nhất ở châu Âu và trại được gọi là "Auschwitz của vùng Balkan" và "Auschwitz của Nam Tư".. Trại được thành lập vào tháng 8 năm 1941 trong đầm lầy ở chỗ hợp lưu của các sông Sava và Una gần làng Jasenovac, và đã được tháo dỡ vào tháng 4 năm 1945. Trại này "nổi tiếng vì những hành động man rợ và số lượng lớn nạn nhân".
Trong trại Jasenovac đa số nạn nhân là những người Serb, số còn lại là người Do Thái, người Digan, và một số nhà bất đồng chính kiến. Jasenovac là một phức hợp gồm 5 trại nhỏ trải trên một diện tích 210 km2 (81 dặm vuông Anh) trên cả hai bờ của các sông Sava và Una. Trại lớn nhất là trại "Brickworks" tại Jasenovac, khoảng 100 km (62 mi) đông nam của Zagreb. Khu phức hợp tổng thể bao gồm tiểu khu Stara Gradiška, khu giết người dọc sông Sava ở Donja Gradina, 5 trại làm việc và trại Uštica Roma. Trong suốt và kể từ Thế chiến II, đã có nhiều cuộc tranh luận và tranh cãi liên quan đến số lượng nạn nhân thiệt mạng tại khu trại tập trung Jasenovac trong suốt hơn ba năm rưỡi hoạt động của nó. Sau chiến tranh, con số 700.000 người phản ánh "sự tính toán thông thường", mặc dù con số ước tính đã lên đến 1,4 triệu người. Chính quyền của Liên bang Xã hội Xã hội chủ nghĩa Nam Tư đã tiến hành một cuộc điều tra dân số vào năm 1964 cho thấy có 59.188 người thiệt mạng, nhưng những con số này không được công bố.
Học giả Vladimir Žerjavić người Croatia đã xuất bản sách vào năm 1989 và 1992, trong đó ông "phân tích dữ liệu sẵn có một cách tỉ mỉ" và kết luận rằng có khoảng 83.000 người đã bị giết tại Jasenovac. Phát hiện của ông đã bị chỉ trích bởi giám đốc Bảo tàng Nạn nhân diệt chủng ở Belgrade, Milan Bulajić, người bảo vệ con số 1,1 triệu người, mặc dù sự bác bỏ của ông sau đó bị bác bỏ là "không có giá trị học thuật". Từ khi Bulajić nghỉ hưu từ nhiệm kỳ năm 2002, Bảo tàng không còn bảo vệ con số 700.000 đến 1 triệu nạn nhân của trại nữa. Vào năm 2005, Dragan Cvetković, một nhà nghiên cứu từ Bảo tàng, và một đồng tác giả người Croatia đã xuất bản cuốn sách về những tổn thất về chiến tranh trong giai đoạn NDH cầm quyền, đưa ra một con số khoảng 100.000 nạn nhân đã chết tại Jasenovac. Bảo tàng tưởng niệm Holocaust Hoa Kỳ (USHMM) tại Washington, D.C. ước tính rằng chế độ Ustaša đã giết chết khoảng 77.000 đến 99.000 người ở Jasenovac từ năm 1941 đến năm 1945, bao gồm; "từ 45.000 đến 52.000 người Serbs, từ 12.000 đến 20.000 người Do Thái, từ 15.000 đến 20.000 người Digan, và từ 5.000 đến 12.000 người Croatia và người Hồi giáo, các đối thủ chính trị và tôn giáo của chế độ." Khu tưởng niệm Jasenovac trích dẫn một con số tương tự từ 80.000 đến 100.000 nạn nhân.